# Geoffrey Drake
Geoffrey Drake (* 1911; † 1995) war ein Szenenbildner und Artdirector.

## Leben
Drake begann seine Karriere im Filmstab 1949 als Technischer Zeichner bei den Dreharbeiten zum Sportdrama Wettfahrt mit dem Tode. Wie auch bei seinen folgenden Engagements in dieser Funktion blieb er ohne Namensnennung im Abspann. 1952 arbeitete er bei der Filmkomödie Curtain Up erstmals als Artdirector. Für seinen ersten Film als Szenenbildner, Moby Dick, erhielt er 1956 erneut keinen Credit. Am Filmklassiker Die Brücke am Kwai wirkte er als Assistent des Artdirectors.
Drake war an einer Reihe großer britischer Filmproduktionen tätig, darunter Die Maus, die brüllte, Die Kanonen von Navarone und Der wilde Haufen von Navarone. Im Laufe seiner Karriere arbeitete Drake unter Regisseuren wie John Huston, David Lean, Richard Attenborough und Guy Hamilton. 1973 war er für Richard Attenboroughs Literaturverfilmung Der junge Löwe zusammen mit Don Ashton, John Graysmark, William Hutchinson und Peter James für den Oscar in der Kategorie Bestes Szenenbild nominiert, die Auszeichnung ging in diesem Jahr jedoch an Cabaret. Er war zudem zwei Mal für den BAFTA Film Award in der Kategorie Bestes Szenenbild nominiert; 1966 für Lord Jim und 1973 für Der junge Löwe.

## Filmografie (Auswahl)
- 1956: Moby Dick
- 1957: Die Brücke am Kwai (The Bridge on the River Kwai)
- 1957: Tarzan und die verschollene Safari (Tarzan and the Lost Safari)
- 1958: Der Schlüssel (The Key)
- 1958: Die Herberge zur 6. Glückseligkeit (The Inn of the Sixth Happiness)
- 1959: Die Maus, die brüllte (The Mouse That Roared)
- 1961: Die Kanonen von Navarone (The Guns of Navarone)
- 1963: Jason und die Argonauten (Jason and the Argonauts)
- 1963: Die Sieger (The Victors)
- 1966: Lord Jim
- 1969: Mackenna’s Gold
- 1972: Der junge Löwe (Young Winston)
- 1977: Sindbad und das Auge des Tigers (Sinbad and the Eye of the Tiger)
- 1978: Der wilde Haufen von Navarone (Force 10 from Navarone)

## Auszeichnungen (Auswahl)
- 1966: BAFTA-Film-Award-Nominierung in der Kategorie Bestes Szenenbild für Lord Jim
- 1973: BAFTA-Film-Award-Nominierung in der Kategorie Bestes Szenenbild für Der junge Löwe
- 1973: Oscar-Nominierung in der Kategorie Bestes Szenenbild für Der junge Löwe